# Pycnogonum spatium
Pycnogonum spatium is een zeespin uit de familie Pycnogonidae. De soort behoort tot het geslacht Pycnogonum. Pycnogonum spatium werd in 2007 voor het eerst wetenschappelijk beschreven door Takahashi, Dick & Mawatari. 